# Omar Hakim
Omar Hakim, (New York, 1959. február 12. –) amerikai dzsesszdobos, producer, hangszerelő, zeneszerző. A Berklee College of Music professzora.

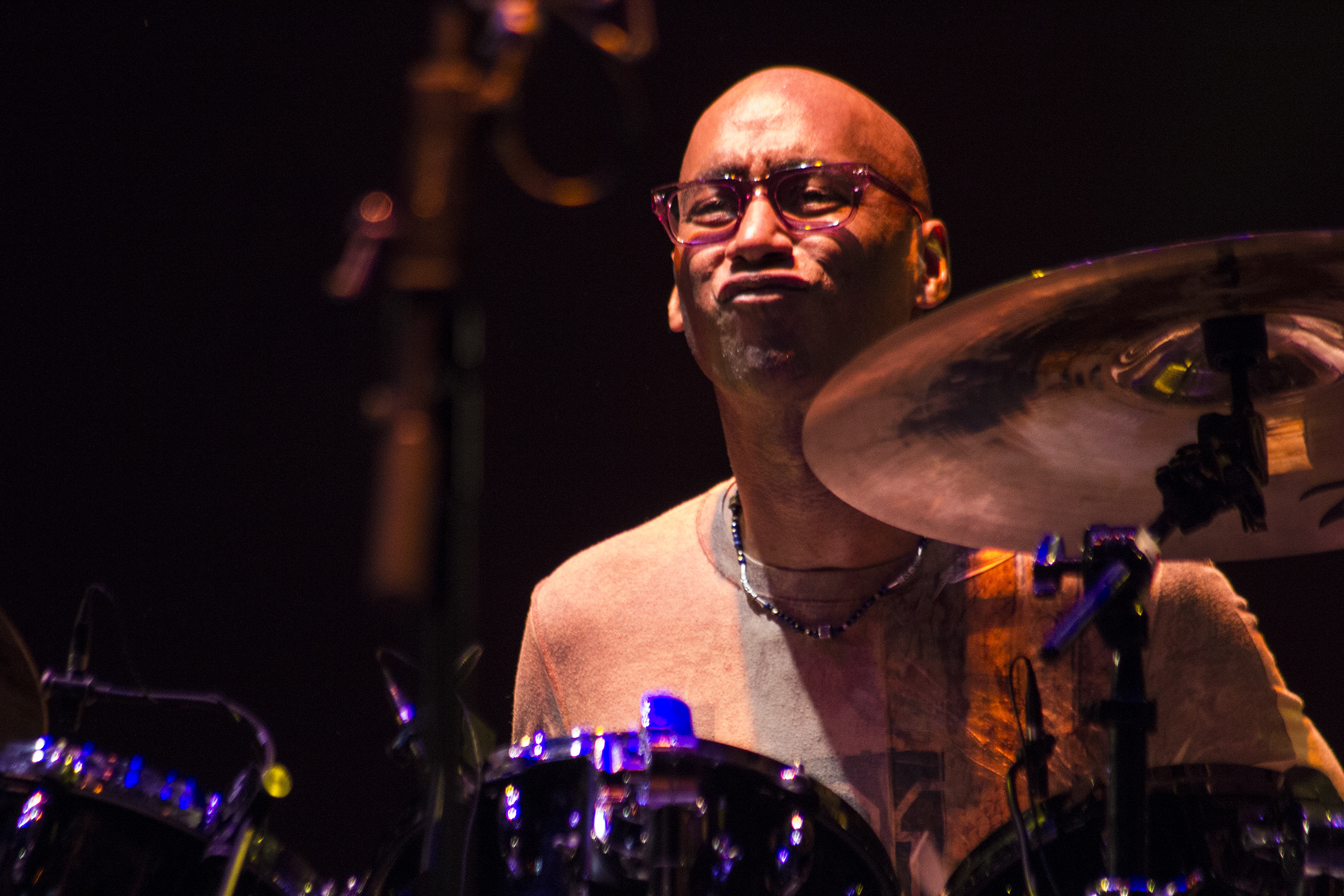
Hakim 2020-ban

A Weather Report mellett dolgozott David Bowie-val, Foo Fighters-szel, a Chic együttessel, Stinggel, Madonnával, a Dire Straits-szel, Bryan Ferry-vel, a Journey-val, Kate Bush-sal, George Bensonnal, Miles Davis-szel, a Daft Punkkal, Mariah Carey-vel, a Pussycat Dolls-szal, David Lee Roth-tal, és Céline Dionnal is.

## Pályafutása
Hakim ötéves korába kezdett dobolni. Nagyon korán jammelt gyerekkori barátjával, Marcus Millerrel − aki később szintén világhírűvé vált. Joe Zawinul Weather Reportjában, Stinggel, David Bowie és a Dire Straits színeiben is is dobolt. Milliónyi lemez kelt el a Brothers in Arms Dire Straits albumból.
Az elektronikus Roland dobgarnitúrák neves felhasználójaként világszerte turnézott. Emellett továbbfejlesztette magát a fúziós dzsesszben. Ekkor Miles Davis, George Benson, Marcus Miller, John Scofield, Victor Bailey és Lee Ritenour kísérőjeként dobolt.
1989-ben kiadta albumát, a Rhythm Deep-et, amely énektudását is bemutatta, és Grammy-díjra jelölték. Második szólóalbumát, a The Groovesmith-t 2000-ben. 2014-ben a zenekar tagja volt Kate Bush „Before the Dawn” című koncertsorozatában.

## Diszkográfia
- 1983: Weather Report (együttes) – Procession
- 1984: Weather Report – Domino Theory
- 1985: Weather Report – Sportin' Life
- 1985: Sting – The Dream of the Blue Turtles
- 1985: Dire Straits – Brothers in Arms (Album) Brothers in Arms
- 1986: Weather Report – This Is This
- 1986: Sting – Bring on the Night
- 1989: Rhythm Deep
- 1995: Aziza Mustafa Zadeh – Dance of Fire
- 2000: The Groovesmith
- 2002: Weather Report – Live and Unreleased
- 2013: Daft Punk – Random Access Memories (studiózenész)

## Filmek
- https://www.imdb.com/name/nm0354620/

## Díjak
- 2020: Grammy-díj jelölés